# Le parfum de Mathilde
Le parfum de Mathilde és una pel·lícula porno francesa de 1994 dirigida per Marc Dorcel, amb guió de Jean Rollin. És una pel·lícula cuidada en vestuari i decorats. Va servir per a catapultar a la fama a Draghixa que gràcies a la seva intervenció en aquesta pel·lícula va ser guardonada amb el premi Hot d'Or en 1995.

## Sinopsi
Compte les venjances de Sir Remy (Cristopher Clark), un aristòcrata que, a despit per les infidelitats de la seva anterior esposa, Mathilde, decideix casar-se amb una jove anomenada Eva (Draghixa) que té certa semblança a la seva primera esposa, amb la finalitat d'humiliar-la i vexar-la davant dels seus hostes per a rescabalar-se.
Aquest argument enfronta dos mites clàssics de la dona sacralitzada, la dona innocent i pura (reproductiva) i la insaciable (i estèril), de Mathilde.

## Repartiment
- Draghixa: Mathilde (difunta esposa de Sir Rémy) i Eva (òrfena)[4]
- Christophe Clark: Sir Rémy
- Julia Channel: Sofia, donzella
- Elodie Cherie: La cuinera
- Maeva: La tia Ana
- Marc Dorcel: L'oncle
- Eric Weiss:
- Simona Valli: Convidada
- Erika Bella: Convidada
- Elisabeth Stone:
- Richard Voisin: Robert, el xofer
- David Perry: Servent
- Thomas Santini: Un nan voyeur
- Manon:
- Kathy:

## Guardons
- 1995: Hot d'Or al millor guió.
- 1995: Hot d'Or a la millor actriu europea, (Draghixa).
- 1995: Hot d'Or al millor escenari.
- 1995: Premi AVN a la millor pel·lícula porno europea.
- 1995: Millor pel·lícula europea en el Festival del Cinema Porno de Brussel·les.
- 1995: Millor estrella de cinema francesa (Draghixa) en el Festival del Cinema porno de Brussel·les.
- V Premis Turia: Millor pel·lícula porno "El rincón del piu".[5]